# كارولين أبوت ستانلي
كارولين أبوت ستانلي (بالإنجليزية: Caroline Abbot Stanley)‏ (16 أغسطس 1849، مقاطعة كالاواي في الولايات المتحدة - 13 يناير 1919، فولتون في الولايات المتحدة)؛ كاتِبة وروائية أمريكية.

## روابط خارجية
- كارولين أبوت ستانلي على موقع IMDb (الإنجليزية)